# Thad Jones
Pour les articles homonymes, voir Jones.
Thad Jones, de son vrai nom Thaddeus Joseph Jones, né le 28 mars 1923 à Pontiac dans le Michigan et mort le 21 août 1986 à Copenhague au Danemark est un trompettiste, compositeur et chef d'orchestre de jazz américain.

## Biographie

### Débuts
Thad Jones naît dans une famille nombreuse de musiciens. Un de ses frères aînés est le pianiste Hank Jones et un de ses cadets le batteur Elvin Jones. Autodidacte, Thad Jones est musicien professionnel dès l'âge de 16 ans. Il joue dans des orchestres de l'armée pendant la Seconde Guerre mondiale de 1943 à 1946.
Après la guerre, Thad Jones poursuit sa carrière et vers 1954, il compose et fait des arrangements pour Count Basie avec lequel il joue. Il reste avec  Basie pendant neuf ans. La musique de Jones était d'un style très original qui ne correspondait pas toujours avec le style de l'orchestre de Basie. Au début des années 1960, il devient arrangeur indépendant dans la région de New York.

### Association avec Mel Lewis
En 1965, avec le batteur Mel Lewis, il forme le Thad Jones/Mel Lewis Orchestra. À l'origine le groupe commence par des jam sessions informelles dans les studios de New York puis au célèbre Village Vanguard. Le groupe reçoit un accueil très favorable et Jones continue à le diriger pendant 12 ans. En 1979, ils remportent un Grammy Awards pour l'album Live in Munich. Jones a aussi enseigné au William Paterson College dans le New Jersey.

### Copenhague
En 1978, à la grande surprise de ses collègues de New York, Thad Jones déménage brutalement à Copenhague au Danemark où plusieurs autres musiciens de jazz américains se sont installés. Il forme un nouveau groupe Eclipse, compose pour le big band de la radio danoise et enseigne le jazz au Conservatoire royal de Copenhague.
Une année avant sa mort, Jones revient aux États-Unis pour diriger le Count Basie Orchestra mais il doit s'interrompre en raison de son état de santé.  Il retourne alors à Copenhague pour les derniers mois de sa vie. Il est enterré au cimetière Vestre à Copenhague.
Charles Mingus disait de Thad Jones « [...] c'est le plus grand trompettiste que j'ai entendu dans ma vie. » Vers la fin de sa vie, ses arrangements et ses compositions ont occulté ses talents d'instrumentiste.
Sa composition la plus célèbre reste A Child is Born.

## Discographie

### En tant que leader ou co-leader
- The Fabulous Thad Jones (Debut Records, 1954)
- Detroit-New York Junction (Blue Note, 1956)
- The Magnificent Thad Jones (Blue Note, 1956)
- Mad Thad (Period Records, 1957)
- Olio (Prestige, 1957)  avecThe Prestige All Stars – Frank Wess, Teddy Charles, Mal Waldron, Doug Watkins, Elvin Jones
- After Hours (Prestige, 1957)  avec The Prestige All Stars – Frank Wess, Kenny Burrell, Mal Waldron, Paul Chambers, Art Taylor
- Keeping Up With the Joneses: featuring The Jones Brothers – playing the music of Thad Jones and Isham Jones (MGM, 1958), avec brothers Hank and Elvin Jones, as well as bassist Eddie Jones (unrelated)

- Motor City Scene (United Artists, 1959)
- Mean What You Say (Milestone, 1966) by the Thad Jones/Pepper Adams Quintet
- Greetings and Salutations (Four Leaf Clover, 1977)  avec Mel Lewis, Jon Faddis and the Swedish Radio Jazz Group (Lennart Åberg, Arne Domnérus, Bengt Hallberg, Georg Riedel, Rune Gustafsson, ...)
- The Thad Jones / Mel Lewis Quartet (Artist House, 1978)  avec Mel Lewis, Harold Danko, Rufus Reid
- Thad Jones, Mel Lewis and UMO (RCA, 1978)  avec Mel Lewis and UMO (the Finnish 'New Music Orchestra')
- Live at Montmartre (Storyville, 1978)  avec Idrees Sulieman, Allan Botschinsky, Jesper Thilo, NHOP.
- Eclipse (Metronome, 1979)[1]  avec Tim Hagans, Sahib Shihab, Horace Parlan, Jesper Lundgaard
- Live at Slukefter (Metronome, 1980)  avec Tim Hagans, Sahib Shihab, Horace Parlan, Jesper Lundgaard

### Avec the Thad Jones / Mel Lewis Orchestra
- Opening Night (2000) Alan Grant Presents
- Presenting Thad Jones / Mel Lewis and the Jazz Orchestra (1966), Solid State Records
- Presenting Joe Williams and Thad Jones / Mel Lewis, The Jazz Orchestra (1966) Solid State
- Live at the Village Vanguard (Jones / Lewis album)|Live at the Village Vanguard (1967) Solid State
- The Big Band Sound of Thad Jones / Mel Lewis Featuring Miss Ruth Brown (1968) Solid State
- Monday Night (1968) Solid State
- Central Park North (1969) Solid State
- Basle, 1969 (enregistré en 1969, sorti en 1996) TCB Music
- Consummation (1970) Solid State / Blue Note
- Live in Tokyo (1974) Denon Jazz
- Potpourri (1974) Philadelphia International
- Thad Jones / Mel Lewis and Manuel De Sica (1974) Pausa
- Suite for Pops (1975) Horizon / A&M
- New Life (1975) A&M
- Thad Jones / Mel Lewis Orchestra With Rhoda Scott aka Rhoda Scott in New York with... (1976)
- Live in Munich (1976) Horizon / A&M
- It Only Happens Every Time (1977) EMI Records – avec Monica Zetterlund
- Body and Soul aka Thad Jones / Mel Lewis Orchestra in Europe (1978), West Wind Records – Live in Berlin
- A Touch of Class (1978) West Wind Jazz – Live in Warsaw

### En tant que sideman
- Avec Hélène Merrill / Dick Katz " The feeling is mutual " (1965) .

Avec Manny Albam
- Brass on Fire (Sold State, 1966)

Avec Kenny Burrell
- Blues - The Common Ground (Verve, 1968)
- Ellington Is Forever (Fantasy, 1975)
- Ellington Is Forever Volume Two (Fantasy, 1975)

Avec Lou Donaldson
- Sassy Soul Strut (1973)

Avec Kenny Drew
- Lite Flite (SteepleChase, 1977)

Avec Curtis Fuller
- Imagination (Savoy, 1959)

Avec Dexter Gordon
- Ca'Purange (Prestige, 1972)
- Tangerine  (Prestige, 1972)

Avec Herbie Hancock
- Speak Like a Child  (Blue Note, 1968)

Avec Coleman Hawkins
- The Hawk Swings  (1960)

Avec Milt Jackson
- For Someone I Love (Riverside, 1963)

Avec Elvin Jones
- Elvin! (Riverside, 1961–62)
- And Then Again (Atlantic, 1965)
- Midnight Walk (Atlantic, 1966)
- Mr. Jones (Blue Note, 1973)

Avec Yusef Lateef
- Yusef Lateef's Detroit (Atlantic, 1969)

Avec Charles Mingus
- The Jazz Experiments of Charlie Mingus (Bethlehem, 1954)

Avec Thelonious Monk
- 5 by Monk by 5 (1959)

Avec James Moody
- Great Day (Argo, 1963)

Avec Oliver Nelson
- More Blues and the Abstract Truth (Impulse!, 1964)
- The Spirit of '67 avec Pee Wee Russell (Impulse!, 1967)

Avec Houston Person
- Houston Express (Prestige, 1970)

Avec Shirley Scott
- For Members Only (Impulse!, 1963)
- Roll 'Em: Shirley Scott Plays the Big Bands (Impulse!, 1966)

Avec Johnny "Hammond" Smith
- Open House! (Riverside, 1963)

Avec Sonny Stitt
- Sonny Stitt Plays Arrangements from the Pen of Quincy Jones (Roost, 1955)
- Stitt Goes Latin (Roost, 1963)
- Broadway Soul (Colpix, 1965)
- Goin' Down Slow (Prestige, 1972)

Avec Ben Webster
- Soulmates  (avec Joe Zawinul) (Riverside, 1963)
- See You at the Fair  (Impulse, 1964)

Avec Frank Wess
- Yo Ho! Poor You, Little Me (Prestige, 1963)

Avec Joe Williams
- At Newport '63 (RCA Victor, 1963)